# Opperkooten
Opperkooten (Fries: Opperkoaten) is een buurtschap in de gemeente Achtkarspelen, in de Nederlandse provincie Friesland. De plaatsnaam wordt soms ook geschreven als Opperkoten. De buurtschap ligt tussen Twijzel en Eestrum ten noordwesten van Kootstertille. De buurtschap ligt aan de Opperkoatsterwei en de Harstewei.
De plaatsnaam verwijst naar het feit dat de buurtschap boven De Kooten is ontstaan. Al in de 18e eeuw is er sprake van deze benaming.

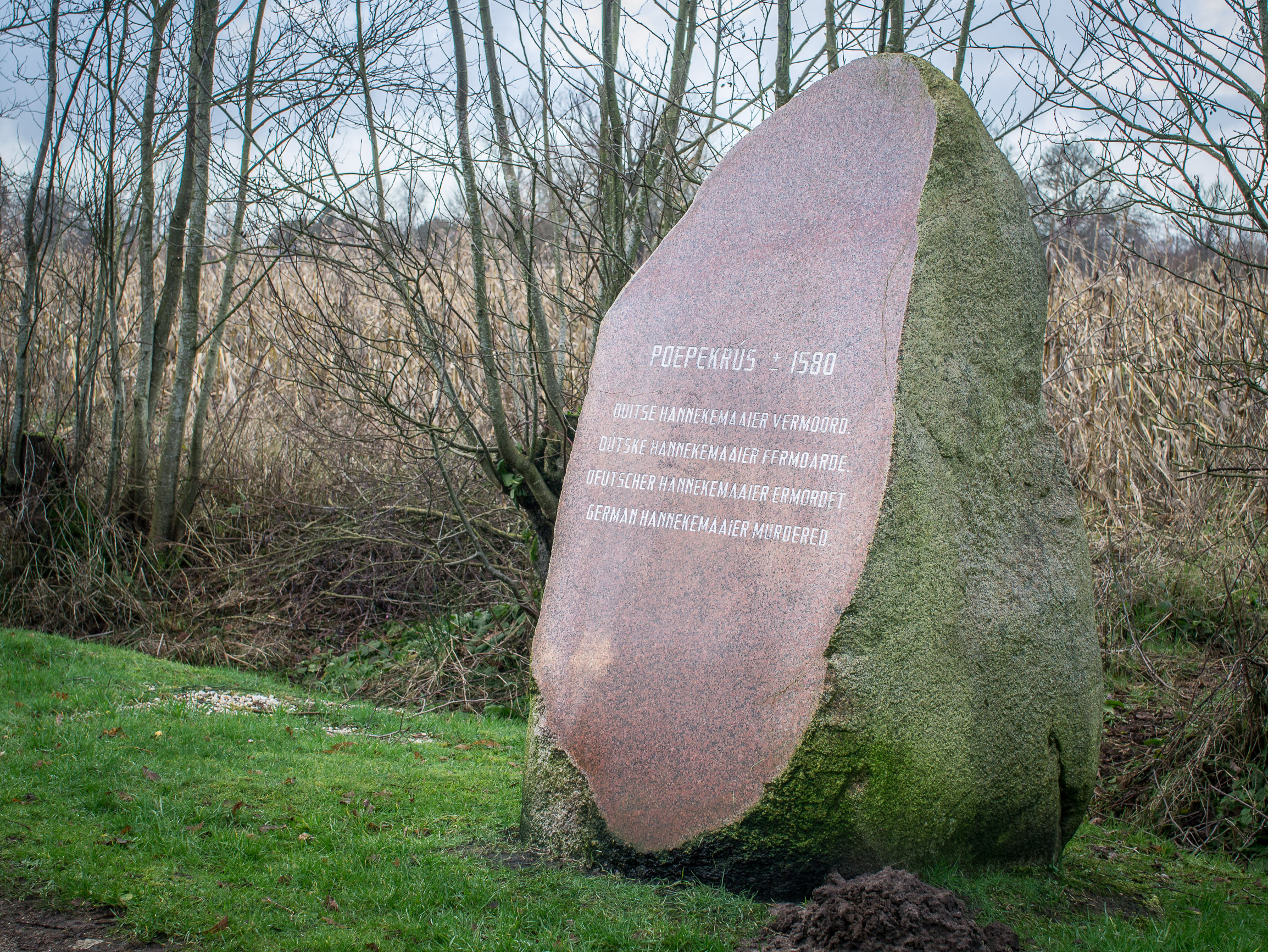
Het poepekrús in 2014

In de buurt van Opperkooten staat aan de Harstewei een zogenaamd poepekruis, of poepekrús ([’pu:pəkrüs]), een gedenksteen voor een vermoorde Duitse hannekemaaier. Volgens het opschrift op de steen zou dat in 1580 zijn gebeurd, al houdt de RCE het op een waarschijnlijk 18e eeuwse doodslag. De steen is in 1973 aangewezen als rijksmonument.
Dorpen: Augustinusga · Boelenslaan · Buitenpost · Drogeham · Gerkesklooster · Harkema · Kootstertille · Stroobos · Surhuisterveen · Surhuizum · Twijzel · Twijzelerheide

Buurtschappen: Barghiem · Blauwhuis · Blauwverlaat · Buweklooster · Buwetille · De Kooten · De Laatste Stuiver · Dijkhuizen · Egypte · Gerben Allesverlaat · Hamsterpein · Hamshorn · Hiltjemoeiswouden · Jachtveld · Kortwoude · Kuikhorne (deels) · Lutkepost · Monniketille · Ophuis · Opperkooten · Rohel · Roodeschuur · Surhuizumer Mieden · Uitland · Vierhuizen · Westerend · Wildpad (deels) · Wildveld

Friesland: Steden en dorpen      Nederland: Provincies · Gemeenten